# Triachus vacuus
Triachus vacuus är en skalbaggsart som beskrevs av J. L. Leconte 1880. Triachus vacuus ingår i släktet Triachus och familjen bladbaggar. Inga underarter finns listade i Catalogue of Life.